# Лычёва, Евдокия Васильевна
Евдокия Васильевна Лычёва — советский конструктор, лауреат Сталинской премии.
В журнале Вопросы экономики, Том 2, М.:Институт экономики (Академия наук СССР)за 1949 год, С.7, сказано:
«Насколько большой экономический эффект даёт применение этих машин, можно судить по тому, что, например, землеуборочная машина, сконструированная В. Балашенко и Е. Лычевой, заменяет 400 рабочих в смену».

## Награды и премии
- Сталинская премия третьей степени (1949) — за изобретение новой землеуборочной машины